# Clovis II
Clovis II, né en 635 et mort le 31 octobre 657, est roi des Francs de Neustrie et de Burgondie de 639 à sa mort.

## Biographie
Clovis II accède au trône à la mort de son père Dagobert Ier, en 639. Il a quatre ans, et sa mère Nantilde assure la régence jusqu'à sa mort, en 642. La suite du règne de Clovis II se déroule sous l'influence des maires du palais de Neustrie Ega et Erchinoald (ou Archambaud). La résidence royale est alors à Clichy.

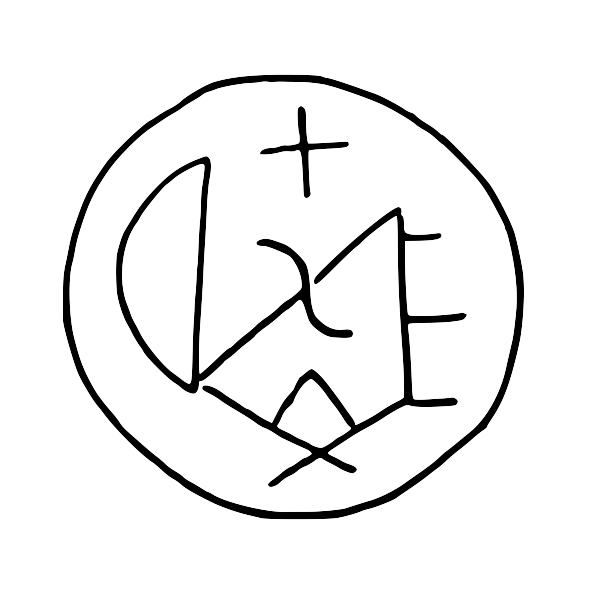
Monogramme du roi [CHLODOVECUS ?] selon Heli Roosens et Arsène Geubel, d'après un anneau sigillaire du VIIe siècle. Pour Patrick Périn et Hartmut Atsma, le monogramme est en fait celui de sa mère Nanthilde [NANTEC/H/ILDIS ?].

En 649, Clovis II prend pour épouse une esclave saxonne nommée Bathilde (626-680). Achetée à York par le maire du palais Erchinoald, elle est emmenée dans le royaume des Francs pour épouser Clovis II. Trois fils naissent de cette union :
- Clotaire III (652-673), qui succède à son père comme roi de Neustrie et de Bourgogne (657-673) ;
- Childéric II (653-675), qui devient roi d'Austrasie à la mort de Childebert l'Adopté (662-673), puis roi de tous les Francs à la mort de son frère aîné Clotaire III (673-675) ;
- Thierry III (654-691), qui devient roi de Neustrie et de Bourgogne à la mort de son frère Clotaire III en 673. Son frère aîné Childéric II le détrône peu après. Il redevient roi de Neustrie et de Bourgogne à la mort de Childéric II (675-679), puis roi de tous les Francs à la mort de son cousin Dagobert II (679-691).

En 651, et pendant un temps de famine, il demande à prendre dans l'église l'argent présent dans les coffrets et les châsses des martyrs Denis, Rustique et Eleuthère, pour ensuite les redistribuer aux plus pauvres de son royaume.[réf. souhaitée]
En 655, il va dans l'église des Saints-Martyrs, comme pour prier, puis demande à voir la sépulture de Saint-Denis ; il lui casse l'os du bras, puis part avec, alors que tous les assistants fuient d'épouvante. L'os fut replacé plus tard, garni d'or et de pierres précieuses.[réf. souhaitée]
Clovis II meurt deux ans après avoir sombré dans la folie le 31 octobre 657, à l'âge de 22 ans, après 18 ans de règne.

## Tombeau

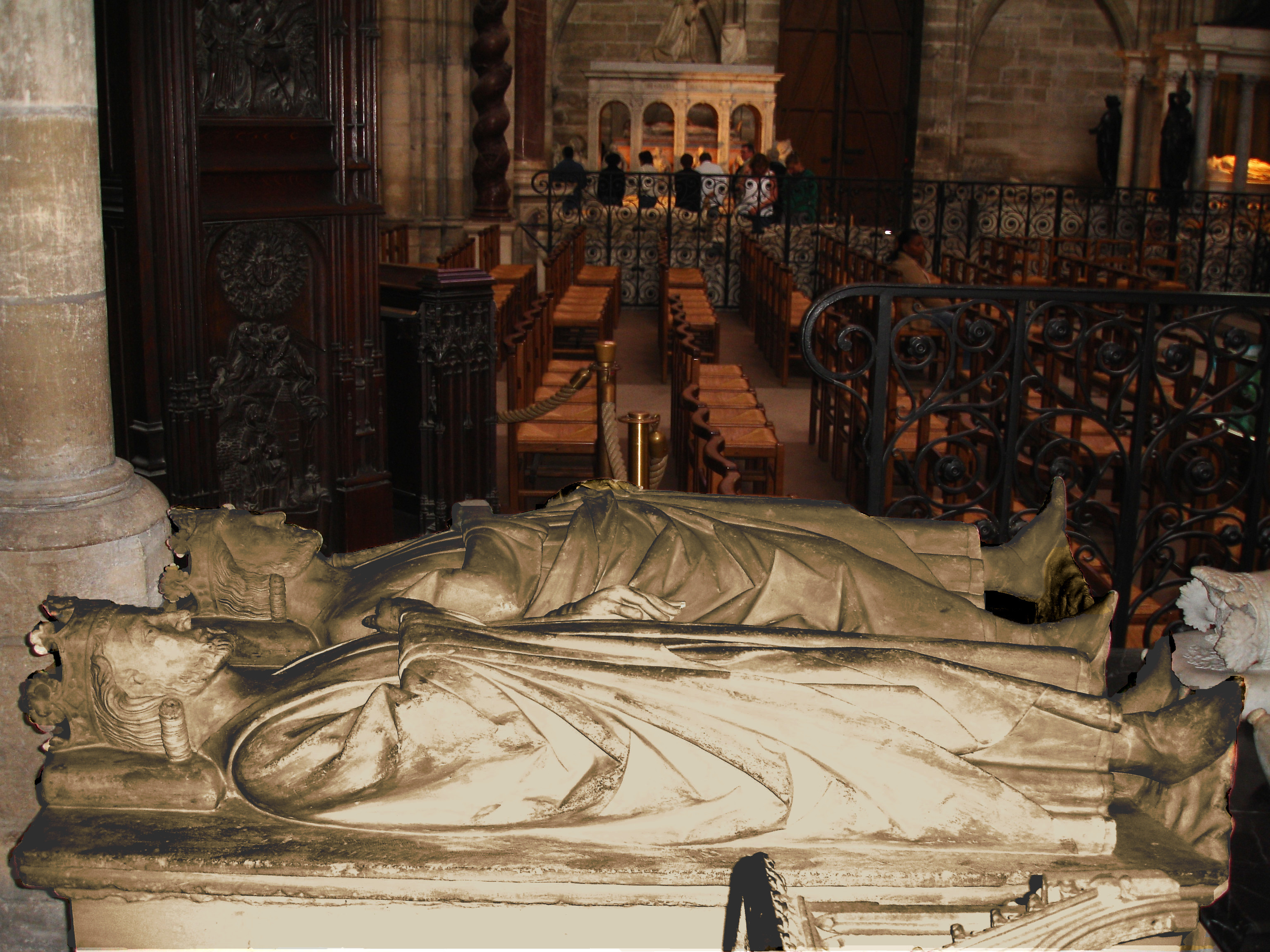
Gisants de Clovis II (premier plan) et Charles Martel (second plan) à la basilique Saint-Denis. Vue d'artiste (XIIIe siècle).

Il est inhumé à Saint-Denis, auprès de son père Dagobert Ier. Son tombeau est l'une des seize sépultures que Louis IX fit rechercher en 1264 en vue d'affirmer la continuité de la lignée des Capétiens avec celles qui l’avaient précédée. Par conséquent, son gisant partage un même style que celui des rois d’une époque différente de celle de sa réalisation. Ce gisant est le seul vestige du tombeau profané en 1793.

## Légende
Selon la légende des énervés de Jumièges, deux fils de Clovis II se seraient révoltés contre leur père durant un pèlerinage de ce dernier en Terre sainte. À son retour, Clovis II les aurait vaincus et aurait fait brûler les nerfs de leurs jambes. Les deux frères seraient alors entrés en religion à l'abbaye de Jumièges, qui aurait été pour cette raison richement dotée par Clovis et Bathilde. Cette légende est dénuée de tout fondement historique : en effet, Clovis II n'est jamais parti en Terre Sainte. De plus, il est mort à un âge où ses fils étaient trop jeunes pour se dresser contre lui.

## Source
Chapitre 1 de la « Continuation de la Chronique de Frédégaire » (vers 760) :

« Donc Clovis, fils de Dagobert, prit pour reine une femme de naissance étrangère, nommée Bathilde, femme avisée et distinguée, dont il eut trois fils, Clotaire, Childéric et Thierry. Il avait comme maire du palais un homme énergique et sage nommé Erchinoald. Aussi Clovis II maintint-il dans son royaume une paix sans guerre. Dans les dernières années de sa vie, toutefois, il perdit la raison et rendit l'âme après avoir régné dix-huit ans. Les Francs aussi placent sur le trône son fils aîné, Clotaire, au côté de sa mère la reine mentionnée ci-dessus. »

## ClovisIIdans l'art
La régence de Nanthilde est évoquée dans les chroniques de France médiévales, comme un exemple pour les reines qui sont confrontées aux mêmes affres politiques.

Au XIXe siècle, les Mérovingiens rencontrent l'intérêt des peintres d'histoire.

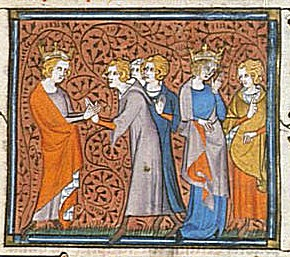
Clovis II et sa mère Nanthilde.
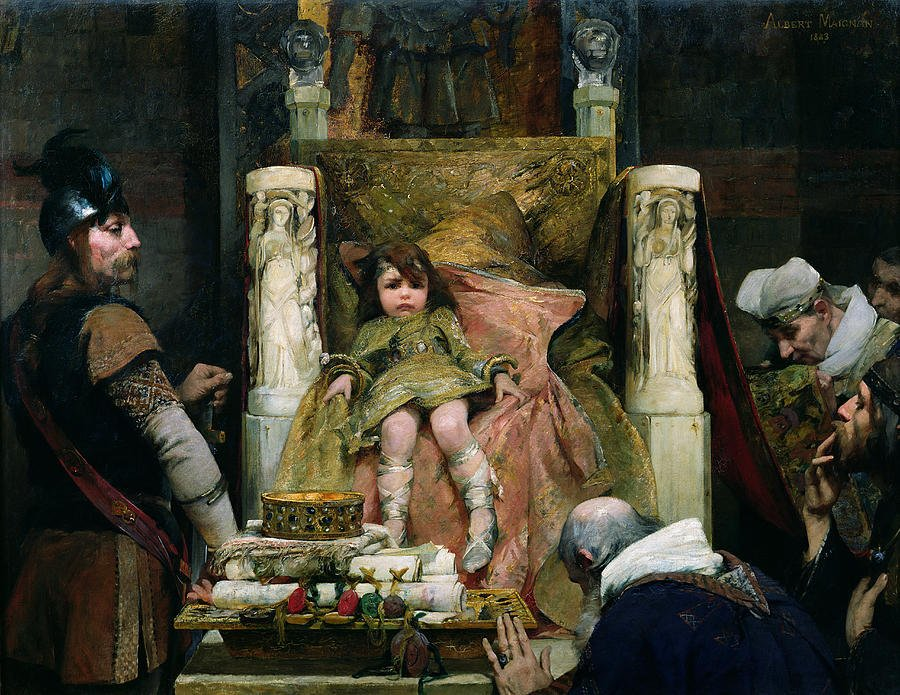
Albert Maignan, L'Hommage à Clovis II (1883). Un petit prince sur un trône trop grand pour lui, entouré de personnages malfaisants.
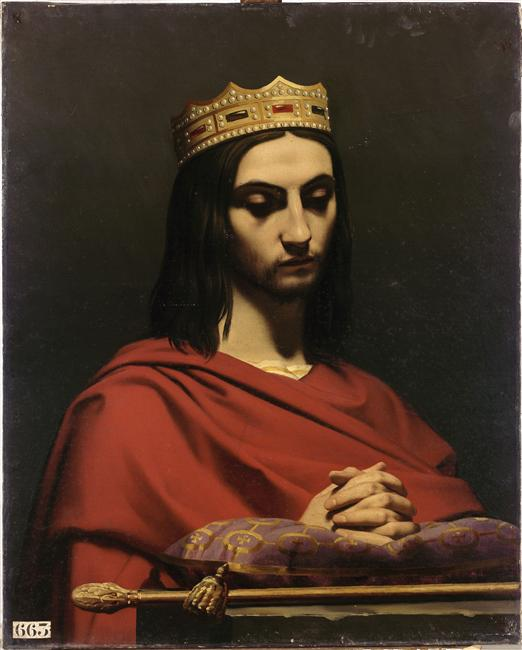
Emile Signol, Clovis II, roi de Neustrie et de Bourgogne.

### Sources d'époque
- Chroniques du temps du Roi Dagobert (592-639) (traduites par François Guizot et Romain Fougère), Paleo, coll. « Sources de l'histoire de France », Clermont-Ferrand, 2004 (2e édition), 169 p., 21 cm  (ISBN 2-913944-38-8).
- Frédégaire (traduites par O. Devilliers et J. Meyers), Chronique des Temps Mérovingiens, Brepols, 2001  (ISBN 2503511511).

### Études contemporaines
- Jean Verseuil, Les rois fainéants : de Dagobert à Pépin le Bref 629-751, édition Critérion, Paris, 1946  (ISBN 2-7413-0136-0).